# Premi Nacional de Literatura
El Premi Nacional de Literatura formà part dels Premis Nacionals de Cultura entre 1995 i 2012 i era concedit anualment per la Generalitat de Catalunya, reconeixent la trajectòria professional de cada guardonat en la seva categoria i amb una dotació de 18.000 euros.

## Antecedents

### El "Premi Joan Crexells de novel·la"
L'any 1928 l'Ateneu Barcelonès va organitzar per primer cop els Premis Joan Crexells de novel·la en homenatge al seu membre Joan Crexells i Vallhonrat, filòsof, escriptor i intel·lectual mort prematurament un parell d'anys abans, als 30 anys, havent assolit una gran anomenada, al que es considera un dels representants més significatius de l'anomenada segona generació noucentista. És un dels premis de la literatura catalana amb més història i el premi novel·lístic més antic en llengua catalana. És considerat el precursor dels Premis de Cultura que van néixer el 1932 de la mà de la Generalitat republicana de Francesc Macià.
Es tracta d'una iniciativa que va prendre forma el 1927, en prendre com referent el Premi Goncourt francès, per la preocupació sobre l'estat de la novel·la, que ja havia alimentat Carles Riba en la conferència Una generació sense novel·la que va proferir l'abril de 1925 en el marc de les discussions que van acompanyar el procés de liquidació del Noucentisme. El premi es concedia al millor llibre de prosa–inèdit o publicat– escrit en llengua catalana durant un any que acostumava a anar d'octubre a octubre.

### Premis Literaris i Premis Musicals de la Generalitat
El 1932, amb la proclamació de la República i la constitució del Govern de la Generalitat, la Conselleria de Cultura va assumir una part important de les iniciatives culturals que funcionaven a Catalunya i també en va promoure de pròpies, recollint projectes que tot just s'havien començat a perfilar.. Així va ser com la Generalitat republicana va instituir el que s'anomenarien Premis Literaris i Premis Musicals de la Generalitat, denominació que va englobar una sèrie de premis "amb nom" que, pel que fa al vessant literari, es van concretar en el preexistent Premi Joan Crexells de novel·la, el Premi Ignasi Iglésias de teatre que Prudenci Bertrana havia proposat el març del 1931, i el Premi Joaquim Folguera de poesia, de nova creació.
L'any 1938, l'últim que es van poder atorgar, els premis literaris eren sis, ja que el 1936 s'havia creat el Premi Joan Maragall d'assaig i, el 1937, el Premi Narcís Oller de conte i el Premi Valentí Almirall de treball periodístic. L'última notícia que els premis van generar en aquest període va ser, precisament, el divendres 6 de gener del 1939, que el jurat del Premi Joan Maragall d'assaig havia decidit no atorgar-lo. Els premis desapareixerien fins a l'any 1982.

### Premis Nacionals de Literatura Catalana
Una ordre del 24 de desembre de 1981 crea els Premis de Literatura Catalana de la Generalitat de Catalunya que, com la resta de premis anuals culturals, a partir de 1989 van rebre el qualificatiu de «Nacionals». Una ordre del 10 de març de 1995 en va ordenar la supressió arran de la creació dels Premis Nacionals de Cultura de la Generalitat de Catalunya tres dies abans.

## Característiques
El premi era designat per un jurat encapçalat pel Conseller de Cultura i era atorgat en una cerimònia realitzada el mes de setembre presidida pel President de la Generalitat, conjuntament amb la resta de Premis Nacionals de Cultura. A principis d'abril de 2013 es va fer públic que el Govern de la Generalitat de Catalunya reduïa els premis Nacionals de Cultura de 16 a 10 guardonats, i n'abolia les categories, creant un sol guardó de Premi Nacional de Cultura, amb la intenció de "tallar el creixement il·limitat de categories".

## Guanyadors
Des del 1995 el Premi Nacional de Literatura s'ha atorgat a:
- 1995 — Joan Perucho
- 1996 — Josep Palau i Fabre
- 1997 — Pere Gimferrer
- 1998 — Miquel Martí i Pol
- 1999 — Jordi Pere Cerdà
- 2000 — Quim Monzó
- 2001 — Carme Riera
- 2002 — Baltasar Porcel
- 2003 — Màrius Sampere
- 2004 — Emili Teixidor
- 2005 — Toni Sala
- 2006 — Biel Mesquida
- 2007 — Francesc Serés
- 2008 — Joan Margarit
- 2009 — Jaume Pòrtulas
- 2010 — Miquel de Palol
- 2011 — Marta Pessarrodona[11]
- 2012 — Enric Casasses[12]